# Humanum genus

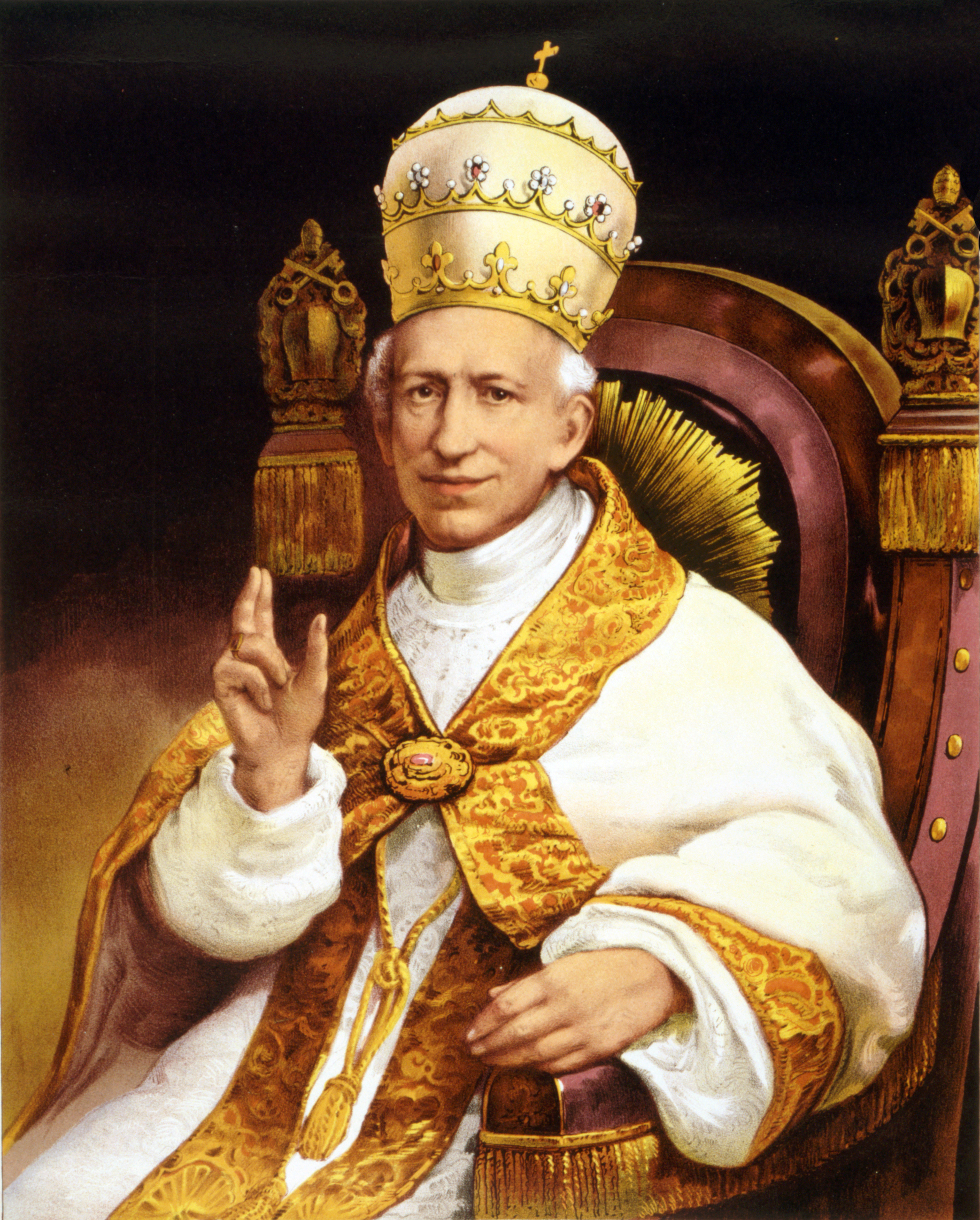
HG 31: „Așa cum au repetat predecesorii noștri de multe ori, nimeni să nu creadă că, din orice motiv, se poate alătura sectei masonice, dacă prețuiește numele său catolic și mântuirea lui veșnică așa cum ar trebui să le prețuiască.”

Humanum genus este o enciclică papală promulgată la 20 aprilie 1884 de papa Leon al XIII-lea.
Lansată în avântul erei industriale, a marxismului și după capturarea Romei din 20 septembrie 1870 de către forțele militare ale Regatului Italiei din statele papale, Humanum genus este în principal o condamnare a francmasoneriei. Se afirmă că sfârșitul secolului al XIX-lea a fost o eră periculoasă pentru Biserica Romano-Catolică, în mare parte datorită numeroaselor concepte și practici pe care le atribuie Francmasoneriei, și anume naturalismul, suveranitatea populară și separarea dintre biserică și stat.
Unele dintre restricțiile care se găsesc în Humanum genus rămân încă în vigoare astăzi. 

## Circumstanțele istorice
După retragerea franceză a garnizoanei sale militare din Roma în așteptarea războiului franco-prusac, capturarea Romei din 1870 a fost o bătălie majoră în cadrul lungului proces de unificare a Italiei cunoscut sub numele de Risorgimento, marcând înfrângerea militară finală. a Statelor Papale sub papa Pius al IX-lea de către Regatul Italiei.
Această unificare a peninsulei italiene de către regele Victor Emanuel al II-lea al Casei de Savoia a pus capăt domniei temporale de aproximativ 1.116 ani (754-1870 d.Hr.) a statelor papale de către papalitate.
Humanum genus a afirmat că sfârșitul secolului al XIX-lea a fost o perioadă de pericol deosebit pentru romano-catolici, deoarece „partizanii răului” erau acum mult mai puțin secreți, așa cum demonstrează noua deschidere a Francmasoneriei. Francmasoneria fusese condamnată de papi anteriori ca fiind contrară doctrinei catolice, dar conform Humanum genus, natura masoneriei se schimba pe măsură ce francmasonii erau mult mai deschiși în societate cu practicile și afilierile lor. 
Humanum genus a condamnat în mod specific anumite practici ale francmasonilor, printre care: indiferența religioasă; promovarea educației publice care neagă rolul Bisericii și în care „educația tinerilor să fie exclusiv în mâinile mirenilor”; aprobarea noțiunii că poporul este singura sursă de suveranitate și că cei care conduc nu au nicio autoritate decât prin comisia și concesiunea poporului. 
Sfântul Scaun a interzis romano-catolicilor să devină francmasoni începând cu anul 1738 odată cu emiterea bulei In eminenti apostolatus a Papei Clement al XII-lea. Conform Declarației din 1983 privind asociațiile masonice, „judecata negativă a Bisericii cu privire la asocierea masonică rămâne neschimbată”.

## Context
Mai mulți papi înainte de Leon al XIII-lea abordaseră problemele pe care le asociau cu francmasoneria și spuneau că principiile acelei societăți secrete erau incompatibile cu învățăturile Bisericii. Declarațiile papale anterioare despre francmasonerie includ:
- Papa Clement al XII-lea – In eminenti apostolatus, bula papală din 1738
- Papa Benedict al XIV-lea – Providas Romanorum, o constituție apostolică din 1751
- Papa Pius al VII-lea – Ecclesiam a Jesu Christo, o constituție apostolică în 1821
- Papa Leon al XII-lea – Quo graviora (1826), o constituție apostolică
- Papa Pius al VIII-lea – Traditi humilitati, o enciclică din 1829
- Papa Grigore al XVI-lea – Mirari vos, o enciclică din 1832
- Papa Pius al IX-lea – Qui pluribus, o enciclică din 1846

Denunțarea francmasoneriei de către Leon al XIII-lea în Humanum genus poate fi văzută ca un apel adresat romano-catolicilor să se opună acesteia, mai ales în contextul examinării sale asupra socialismului (Quod apostolici muneris), al apărării căsătoriei creștine (Arcanum) și al ideilor sale despre rolul guvernului (Diuturnum). Din cauza secretului din francmasonerie, Sfântul Scaun credea că acesta are un control disciplinar enorm asupra membrilor săi, pe care Leon îl vedea ca un sclavagism. Prin această definiție, deși masonii individuali pot fi oameni decenți, aceiași indivizi ar fi conduși să comită acte rele prin participarea lor la francmasonerie.

## Două regate, două orașe
Humanum genus conduce prin prezentarea dihotomiei augustiniene a celor două orașe, Cetatea Omului și Cetatea lui Dumnezeu. Rasa umană este prezentată ca „despărțită în două părți diverse și opuse, dintre care una luptă cu fermitate pentru adevăr și virtute, cealaltă pentru acele lucruri care sunt contrare virtuții și adevărului. Una este împărăția lui Dumnezeu pe pământ, și anume adevărata Biserică a lui Isus Hristos... Cealaltă este regatul lui Satan” care a fost „condus sau asistat” de francmasonerie:
În fiecare perioadă de timp, acestea au fost implicate în conflict reciproc, cu o varietate și o multitudine de arme și de războaie, deși nu întotdeauna cu ardoare și asalt egale. În această perioadă, totuși, partizanii răului par să se combine și să se lupte cu vehemență unită, conduși sau asistați de acea asociație puternic organizată și răspândită numită francmasoni. Nu mai fac niciun secret din scopurile lor, acum se ridică cu îndrăzneală împotriva lui Dumnezeu însuși. Ei plănuiesc distrugerea sfintei Biserici în mod public și deschis, și aceasta cu scopul stabilit de a jefui complet națiunile creștinătății, dacă ar fi posibil, de binecuvântările obținute pentru noi prin Isus Hristos, Mântuitorul nostru. Deplângând aceste rele, Noi suntem constrânși de dragostea care ne îndeamnă inima să strige des către Dumnezeu: „Căci iată, vrăjmașii Tăi au făcut zgomot și cei ce Te urăsc au ridicat capul. Au luat un sfat răutăcios împotriva poporului Tău și s-au sfătuit împotriva sfinților Tăi. Ei au spus: „Veniți, și să-i nimicim, ca să nu fie o națiune”.
Humanum genus a descris doctrina fundamentală a Francmasoneriei ca naturalism, afirmând că aceasta duce la deism și gnosticism. Acest lucru a fost considerat că i-a condus pe francmasoni spre un conflict fundamental cu învățăturile Bisericii, în special în lumina sprijinului francmasonilor pentru separarea bisericii și a statului prin eforturile lor de a pune în aplicare și de a impune obstacole constituționale civile în calea înființării bisericilor stat.

A pus în contrast ideea păcatului originar din învățătura catolică cu abordarea liberală a francmasoneriei și a naturalismului:
... natura umană a fost pătată de păcatul originar și, prin urmare, este mai dispusă la viciu decât la virtute. Pentru o viață virtuoasă este absolut necesar să se înfrâneze mișcările dezordonate ale sufletului și să se facă patimile ascultătoare de rațiune. În acest conflict lucrurile omenești trebuie de foarte multe ori să fie disprețuite și trebuie să se treacă prin cele mai mari eforturi și greutăți, pentru ca rațiunea să-și țină mereu stăpânirea. Dar naturaliștii și francmasonii, neavând credință în acele lucruri pe care le-am învățat prin revelația lui Dumnezeu, neagă că primii noștri părinți au păcătuit și, în consecință, cred că liberul arbitru nu este deloc slăbit și înclinat spre rău. Dimpotrivă, exagerând mai degrabă puterea și excelența naturii și plasând numai în aceasta principiul și regula dreptății, ei nici măcar nu-și pot imagina că este nevoie de o luptă constantă și de o fermitate desăvârșită pentru a depăși violența și domnia pasiunilor noastre.

## Francmasoneria condamnată

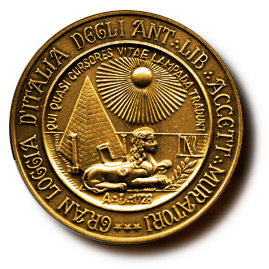
Sigiliul Marii Loji a Italiei.

Humanum genus critică o serie de alte principii masonice; de exemplu, ideea că suveranitatea populară este sursa tuturor drepturilor și că omul nu trebuie să se aplece în fața unei alte autorități decât el însuși:
Apoi vin doctrinele lor despre politică, în care naturaliștii susțin că toți oamenii au același drept și sunt în toate privințele de condiție egală și asemănătoare; că fiecare este în mod natural liber; că nimeni nu are dreptul să poruncească altuia; că este un act de violență să ceri oamenilor să se supună oricărei alte autorități decât cea care este obținută de la ei înșiși.
Canonul 2335 din Codul de drept canonic (1917) declară că „Cei care se alătură unei secte masonice sau altor societăți de același fel, care complotează împotriva Bisericii sau împotriva autorității civile legitime, suportă ipso facto o excomunicare rezervată pur și simplu Sfântului Scaun.”.
Codul de drept canonic a fost actualizat în 1983, eliminând condamnarea explicită și excomunicarea anterioară cu actualul Canon 1374, care prevede: „O persoană care se alătură unei asociații care complotează împotriva Bisericii trebuie pedepsită cu o pedeapsă justă; cel care promovează sau preia funcția într-o astfel de asociație urmează să fie pedepsit cu interdicție.”.

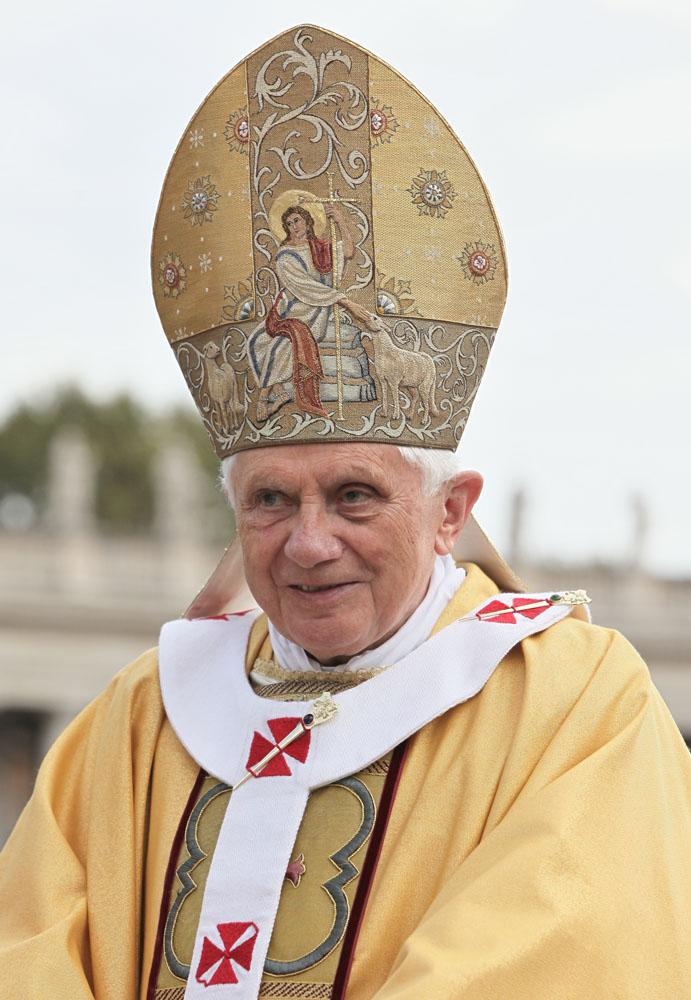
Benedict al XVI-lea. (17 octombrie 2010)

Cardinalul Joseph Ratzinger, prefectul Congregației pentru Doctrina Credinței sub Papa Ioan Paul al II-lea și el însuși ales ca Papă Benedict al XVI-lea la 19 aprilie 2005, a emis Declarația din 26 noiembrie 1983 privind asociațiile masonice, care spune în parte:
„Prin urmare, judecata negativă a Bisericii cu privire la asociația masonică rămâne neschimbată, deoarece principiile lor au fost întotdeauna considerate ireconciliabile cu doctrina Bisericii și, prin urmare, apartenența la ele rămâne interzisă. Credincioșii care se înscriu în asociațiile masonice sunt într-o stare de păcat grav și nu pot primi Sfânta Împărtășanie... Într-o audiență acordată subsemnatului Cardinal Prefect, Supremul Pontif Ioan Paul al II-lea a aprobat și a dispus publicarea acestei Declarații care fusese hotărâtă într-o ședință ordinară a acestei Sacre Congregații.”
În cele din urmă, Humanum genus condamnă ceea ce prezintă ca ideea masonică a separării religiei și statului:
De asemenea, se consideră că statul ar trebui să fie fără Dumnezeu; că în diferitele forme de religie nu există niciun motiv pentru care una ar trebui să aibă prioritate față de alta; și că toate trebuie să ocupe același loc.